# 新陰疋田流
新陰疋田流（しんかげひきたりゅう）とは、疋田景兼が伝えた槍術を中心とした長柄の武器術を猪多重良が大成させた武術流派。疋田景兼を開祖とする。疋田流とも呼ばれる。匹田流と書かれる場合も多い。
新陰流の剣豪として知られる疋田景兼は剣術だけではなく槍術等も伝えていたが、疋田の弟子の猪多重良が形を加え、新陰疋田流槍術を大成させた。
新陰疋田流は素槍を用いる槍術流派であるが、薙刀、剣術（ただし太刀対槍）、十文字槍、鍵槍の技も伝えられていた。
鳥取藩、伊予松山藩、岡山藩、徳島藩、仙台藩など全国各地で伝えられた。
鳥取藩に伝わった雖井蛙流剣術の松田秀彦、武蔵円明流の鈴木卓郎が新陰疋田流槍術の師範でもあったが、現在、この系統の新陰疋田流槍術は絶えたようである。薙刀のみ現在でも伝承されている。

また、ビデオ「日本の古武道　尾張貫流槍術」や演武会での解説などによると、尾張貫流春風館では新陰流槍術が伝承されているというが、これは尾張貫流九代目坂田新による記事（秘伝古流武術第五号）によると、戦前の武徳会での鳥取藩伝の新陰疋田流槍術との交流稽古を経て伝わった疋田流の槍術形であるという。